# 拉戈代讷
拉戈代讷（法語：La Gaudaine，法語發音：[la ɡodɛn]）是法国厄尔-卢瓦省的一个市镇，属于诺让勒罗特鲁区。

## 地理
拉戈代讷（48°18'8"N, 0°55'46"E）面积9.19 平方千米，位于法国中央-卢瓦尔河谷大区厄尔-卢瓦省，该省份为法国北部内陆省份，北起顺时针与厄尔省、伊夫林省、埃松省、卢瓦雷省、卢瓦-谢尔省、萨尔特省和奧恩省接壤。
与拉戈代讷接壤的市镇（或旧市镇、城区）包括：蒂龙-加尔代、特里宰-库特勒托-圣塞尔日、维谢尔、阿让维利耶、阿尔西斯。

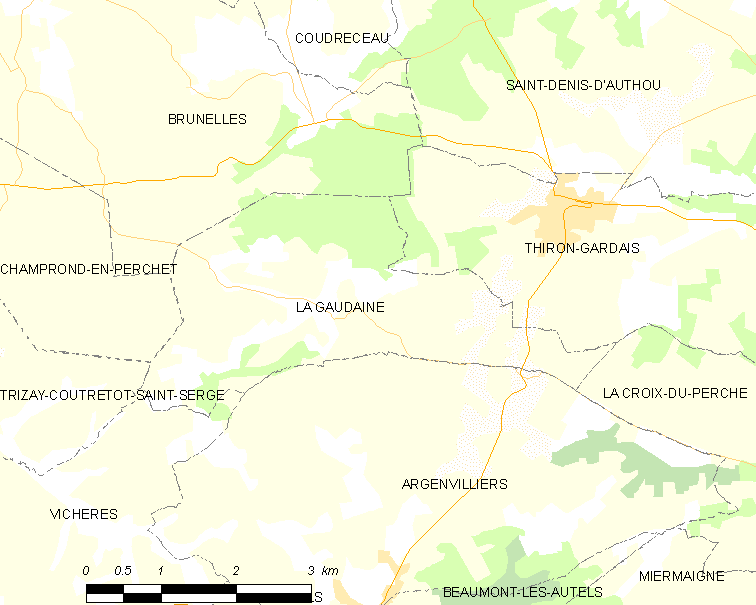
拉戈代讷的OSM定位图

拉戈代讷的时区为UTC+01:00、UTC+02:00（夏令时）。

## 行政
拉戈代讷的邮政编码为28400，INSEE市镇编码为28175。

## 政治
拉戈代讷所属的省级选区为诺让勒罗特鲁县。

## 人口

1962-2008年间拉戈代讷人口变化图示

拉戈代讷于2022年1月1日时的人口数量为179人。